# Roger de Pins
Roger de Pins (1294 – 28 maggio 1365) è stato Gran Maestro dell'Ordine di Malta dal 1355 al 1365.

## Biografia
Nulla si sa della persona di Roger de Pins prima della sua elezione a Gran Maestro dell'Ordine Ospitaliero, ad eccezione del fatto che egli proveniva dall'area della Provenza. Eletto a tale carica nel 1355 egli si premurò subito di creare nuovi statuti per l'Ordine al fine di ricordare ai cavalieri le norme fondamentali di carità e di servizio a favore dei poveri e degli ammalati.
Durante il proprio governo, inoltre, egli creò un istituto del Tesoro per evitare che i priorati venissero accusati di trattenere delle somme private.
Egli viene ricordato come un uomo molto compassionevole e caritatevole, e si dice che durante la peste a Rodi, così come durante una grande carestia in Grecia, trattenesse per sé unicamente quanto fosse a lui strettamente necessario per vivere, prodigandosi per distribuire cereali e prodotti alla popolazione colpita. Egli venne quindi soprannominato "il Misericordioso".